# 7 juin 1951
Le jeudi 7 juin 1951 est le 158e jour de l'année 1951.

## Naissances
- Pertti Koivulahti, joueur professionnel finlandais de hockey sur glace
- Philippe Poissonnier, coureur cycliste français
- Pirkko Helenius, athlète finlandaise
- Robert Anjema, joueur de squash néerlandais
- Terry O'Reilly, joueur de hockey sur glace canadien
- Vsevolod Evgenʹevič Bagno, philologue russe hispanisant

## Décès
- Erich Naumann (né le 29 avril 1905), militaire allemand
- Hans-Theodor Schmidt (né le 25 décembre 1899), officier allemand
- Oswald Pohl (né le 30 juin 1892), militaire allemand
- Otto Ohlendorf (né le 4 février 1907), général SS allemand
- Paul Blobel (né le 13 août 1894), militaire allemand
- Pixley Ka Isaka Seme (né le 1er octobre 1881), avocat sud-africain, fondateur de l'ANC
- Werner Braune (né le 11 avril 1909), soldat et juriste allemand